# La patria es primero
«La patria es primero» (Батьківщина понад усе) —  відома фраза Вісенте Герреро.

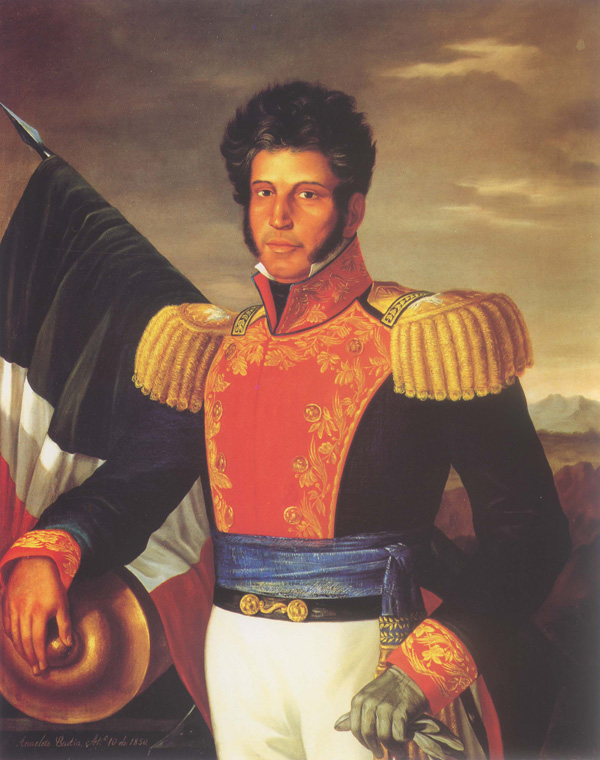
Вісенте Герреро - видатний мексиканський військовий і політик

У Мексиці ця фраза широко використовується як гасло. У штаті Герреро, що було названо на його честь, вона є офіційним девізом у варіанті «Mi patria es primero» (Моя батьківщина понад усе).

## Історія
У грудні 1815 року Хосе Марія Морелос, лідер Організаційного етапу Мексиканської війни за незалежність, був застрелений. Після його смерті Вінсенте Герреро став де-факто очільником етапу Опору (1815-1821), щобув названий так через значне скорочення повстанських армій порівняно з попереднім етапом. Частково це сталося завдяки політичному помилуванню Вінсенте, запропонованому віце-королем Нової Іспанії Хуаном Руїсом де Аподакою.
У 1815 році Хуан Педро Герреро, батько Вісенте, зв'язався безпосередньо з Аподакою, і запропонував синові помилування, але той категорично відмовився. Лоренсо де Завала стверджує, що з цього приводу Вінсенте вигукнув: 
"Панове, це мій батько, він прийшов, щоб запропонувати мені помилування іспанського народу і посаду іспанського генерала. Я завжди поважав його, але батьківщина - понад усе." (Ensayo sobre las revoluciones de México / Есе про революції в Мексиці)
Альтернативна версія припускає, що насправді він сказав наступне:
"Товариші, цей старий - мій батько. Він прийшов просити мене прийняти помилування від імені іспанського народу. Я завжди поважав свого батька, але [...] Батьківщина - понад усе!"

## Почесне використання

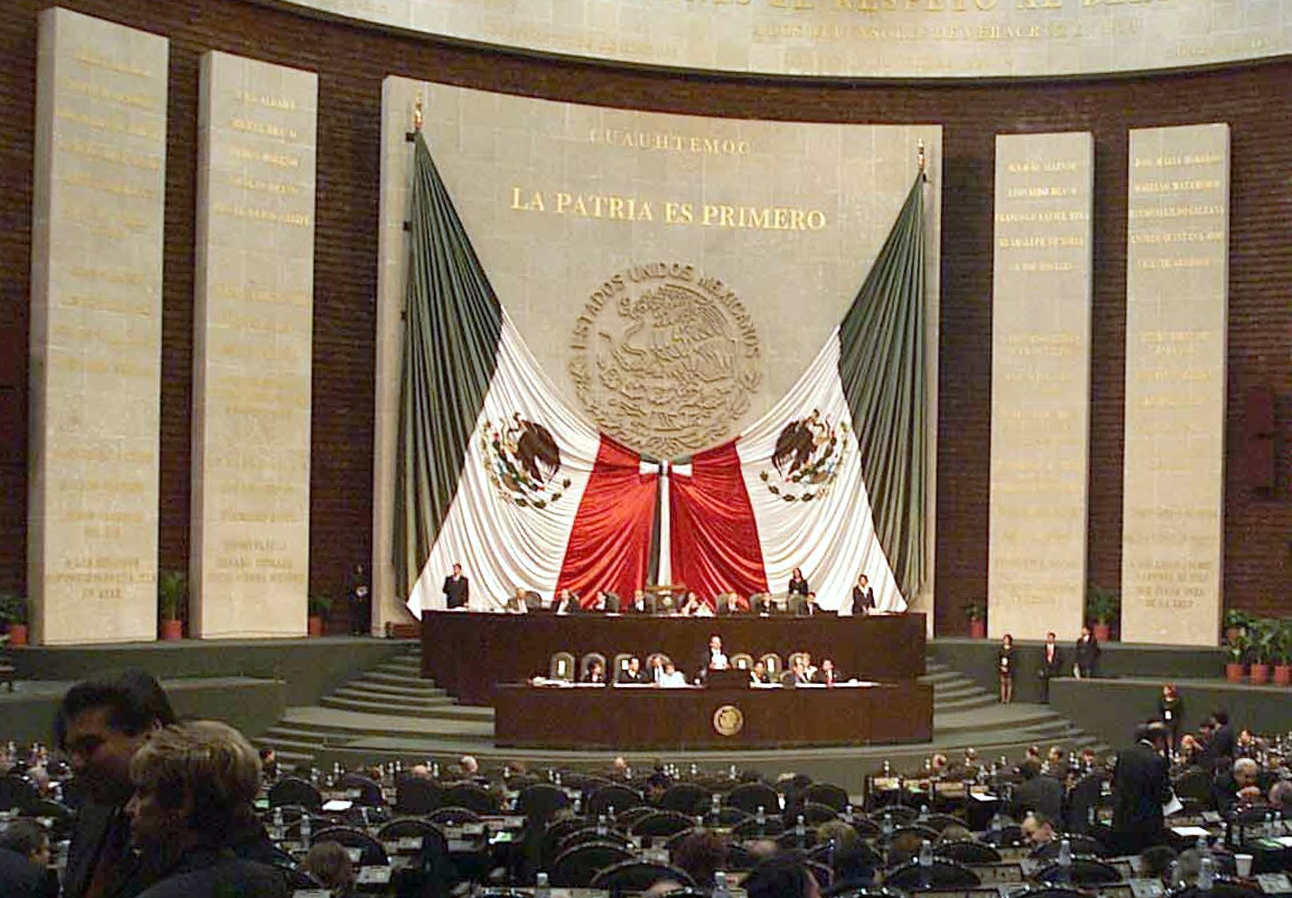
Золоті літери в Палаті депутатів Конгресу Мексики.

Приклади використання цієї фрази у Мексиці:
- 8 вересня 1971 року, з нагоди 150-ї річниці здобуття незалежності, президент Луїс Ечеверріа наказав написати це гасло золотими літерами в урочистих залах Національного палацу та палатах сенаторів і депутатів Конгресу Сполучених Штатів Мексики. [4]
- У статті 31 розділу IV Конституції штату Герреро визнається офіційним девізом «Моя батьківщина понад усе». [5]

21 квітня 2023 року президент України Володимир Зеленський використав це гасло як завершення свого звернення до Конгресу та народу Мексики. 

## Пов'язане
- Вісенте Герреро

- El respecto al derecho ajeno es la paz (Повага до прав інших - це мир)